# 須藤典彦
須藤 典彦（すとう のりひこ、1960年1月22日 - ）は、日本の男性アニメーション演出家、アニメ監督。群馬県出身。

## 来歴・人物
1983年に日本大学芸術学部映画学科を卒業後、日本アニメーションに入社。その後、スタジオジブリの『天空の城ラピュタ』、『火垂るの墓』で演出助手、『おもひでぽろぽろ』では監督助手を経験。スタジオジブリを退社した後はオー・エル・エムにフリー専属となり、多数の同社作品で演出を務める。その後、自身の監督作品『こみっくパーティー』で第1回日本オタク大賞佳作を受賞する。さらに監督作第2弾『PIANO』では第6回文化庁メディア芸術祭審査委員会推薦作品にも選ばれた。
『ポケットモンスター アドバンスジェネレーション』後期より監督研修を受け、初代監督である日高政光の降板後は2代目監督に就任、『ポケットモンスター ベストウイッシュ』終了まで担当した。ちなみにオー・エル・エムで彼が監督を務める作品のほとんどで、同社の井口憲明がプロデューサーを務めており、『ポケットモンスター』も監督交代と同時にTV版制作チームがTEAM OTAからTEAM IGUCHIに変わった（『ポケットモンスター ダイヤモンド&パール』の途中から、TV版制作チームはTEAM KATOが引き継いでいる）。

## 主な参加作品

### テレビアニメ
- ドラえもん（1979年 - 2005年、第1080話「ピンチランナー」絵コンテ）
- ミームいろいろ夢の旅（1983年 - 1985年、演出助手）
- チエちゃん奮戦記 じゃりン子チエ（1991年 - 1992年、絵コンテ・演出）
- カリメロ（1993年、演出）
- 剣勇伝説YAIBA（1993年 - 1994年、チーフディレクター・絵コンテ・演出）
- メタルファイター♥MIKU（1994年、演出）
- キャプテン翼J（1994年ー1995年、絵コンテ・演出）
- 愛天使伝説ウェディングピーチ（1995年、監督補佐・絵コンテ・演出）
- モジャ公（1995年 - 1997年、絵コンテ・演出）
- ああっ女神さまっ 小っちゃいって事は便利だねっ（1998年、演出）
- 鋼鉄天使くるみ（1999年 - 2000年、絵コンテ・演出）
- こみっくパーティー（2001年、監督・絵コンテ・演出）
- フィギュア17 つばさ&ヒカル（2001年 - 2002年、演出）
- PIANO（2002年 - 2003年、監督）
- ポケットモンスターシリーズ
  - ポケットモンスター アドバンスジェネレーション（2002年 - 2006年、絵コンテ・演出→監督）
  - ポケットモンスター ダイヤモンド&パール（2006年 - 2010年、監督・絵コンテ）
  - ポケットモンスター ベストウイッシュ（2010年 - 2012年、監督・絵コンテ）
  - ポケットモンスター ベストウイッシュ シーズン2 （2012年 、監督）
  - ポケットモンスター ベストウイッシュ シーズン2 エピソードN （2013年、監督）
  - ポケットモンスター ベストウイッシュ シーズン2 デコロラアドベンチャー （2013年、監督・OP演出）
- おもいっきり科学アドベンチャー そーなんだ!（2003年 - 2004年、監督・絵コンテ・演出・OPED演出）
- コロッケ!（2004年 - 2005年、「ギャグコロスタジオ」版監督）
- ToHeart2（2005年、監督・絵コンテ・演出）
- 強殖装甲ガイバー（2005年 - 2006年、絵コンテ）
- 妖怪ウォッチ（2014年 - 2021年、絵コンテ）
- ゾイドワイルド（2018年、監督・絵コンテ）
- アルテ（2020年、演出）
- ブルーピリオド（2021年、演出協力）
- トニカクカワイイ（2023年、副監督・絵コンテ・演出）
- ハズレ枠の【状態異常スキル】で最強になった俺がすべてを蹂躙するまで（2024年、演出）
- 魔神創造伝ワタル（2025年、演出）

### 劇場映画
- 天空の城ラピュタ（1986年、演出助手）
- 火垂るの墓（1988年、演出助手）
- おもひでぽろぽろ（1991年、監督助手）
- スプリガン（1998年、演出）
- 劇場版ポケットモンスターシリーズ
  - 幻のポケモン ルギア爆誕（1999年、演出）
  - 結晶塔の帝王 ENTEI（2000年、演出）
  - 七夜の願い星 ジラーチ（2003年、演出）
  - ポケモンレンジャーと蒼海の王子 マナフィ（2006年、OLM製作委員）
  - ディアルガVSパルキアVSダークライ（2007年、OLM製作委員）
  - ギラティナと氷空の花束 シェイミ（2008年、OLM製作委員）
  - アルセウス 超克の時空へ（2009年、OLM製作委員）
  - 神速のゲノセクト ミュウツー覚醒（2013年、OLM製作委員）
  - 破壊の繭とディアンシー（2014年、副監督・演出）
- 映画 妖怪ウォッチ♪ ケータとオレっちの出会い編だニャン♪ワ、ワタクシも〜♪♪（2021年、監督）[1]

### Webアニメ
- トニカクカワイイ 女子高編（2023年、副監督・絵コンテ・演出）